# 拉里·斯宾塞
拉里·奧尼爾·斯宾塞空军上将 （英語：Larry Oneil Spencer，1954年8月1日—）现任美国空军副参谋长，曾在作战、审计等多种部门 担任领导职务，是美军非洲裔上将之一。

## 早年生活
斯宾塞出生于华盛顿特区，他与家人搬到马里兰州乔治王子县锡特普莱森特，位于华盛顿郊外。斯宾塞考入乔治王子县中心高中，参加体育运动项目，发展领导能力和养成个人纪律。后来，他考入南伊利诺伊大学，1979年毕业，获得工业工程技术理学学士学位。1980年，斯宾塞进入位于德克萨斯州拉克兰空军基地的空军军官训练学校学习，并以优等生是毕业，他被委任空军少尉军官。

## 从军
作为空军少尉，斯宾塞开始了财务管理职业生涯。 1980年，他的第一个职位是成本分析，效力于空军预备役司令部，在佐治亚州罗宾斯空军基地 服役，3年后，斯宾塞担任成本分析股股长。1982年，他被调到五角大楼，在空军参谋部工作4年，首先做成本分析，之后任预算官。
1986年8月，斯宾塞调往位于伊利诺伊州斯科特空军基地的军事空运司令部，工作3年，先担任预算官，之后任执行官。1989年7月至1990年1月，他前往弗吉尼亚州 匡提科，在海军陆战队指挥与参谋学院 学习。毕业后，斯宾塞担任了他的第一个主官职位——第4个审计中队中队长，在北卡罗莱纳州西摩约翰逊空军基地 服役3年。在他担任中队长期间，第4审计中队1991年1992年连续两年荣获空军最佳审计单位，第一次担任中队长，便能获此殊荣实属不易。
1993年8月，斯宾塞被选中进入武装部队产业学院学习，于1994年6月获得理学硕士学位。然后分配到白宫军事办公室，成为第一位在该部担任助理参谋长的空军军官。之后，斯宾塞开始担任大队长，从1996年8月至1998年1月服役于俄克拉何马州廷克尔空军基地的第72基地联队支援大队，在该任上晋升为上校。出色的完成了大队长任期，斯宾塞成为联队长，指挥第75基地联队，从1998年2月至1999年7月在犹他州希尔空军基地服役。他的下下一站是弗吉尼亚州兰利空军基地，从1999年9月至2003年6月在空军战斗司令部担任审计长。

## 教育经历
- 1979年，南伊利诺斯大学，获产业工程技术理学学士学位
- 1980年，德克萨斯州，拉克兰空军基地，军官训练学校，优等生毕业
- 1983年，阿拉巴马州，马克斯韦尔空军基地，中队军官学校，优等生毕业
- 1987年，密苏里州，圣路易斯，韦伯斯特学院，获得商业管理理学硕士学位
- 1990，海军陆战队指挥参谋学院
- 1994年，国防大学，武装部队产业学院，获得资源战略理学硕士学位，优等生毕业
- 2005年，北卡罗来纳大学，后勤技术
- 2005年，哈佛大学，肯尼迪政府学院，黑海地区高级班
- 2007年，国防采办大学，系统采办管理课程
- 2011年，国防大学，联合联盟机构间研究项目

## 任职经历
1. 1980年2月—1982年7月，佐治亚州，罗宾斯空军基地，预备役空军总部，支出分析股，股长
2. 1982年7月—1986年6月，华盛顿特区，空军总部，支出预算官
3. 1986年6月—1989年7月，伊利诺斯州，斯科特空军基地，军事空运司令部，预算官、执行官
4. 1989年7月—1990年6月，弗吉尼亚州，匡提科，海军陆战队指挥参谋学院，学生
5. 1990年6月—1993年8月，北卡罗来纳州，西摩约翰逊空军基地，第4审计中队，中队长
6. 1993年8月—1994年6月，华盛顿特区，武装部队产业学院，研究员、学生
7. 1994年6月—1996年8月，华盛顿特区，白宫军事办公室，助理参谋长
8. 1996年8月—1998年1月，俄克拉荷马州，廷克尔空军基地，第72基地联队，支援大队，大队长
9. 1998年2月—1999年7月，犹他州，希尔空军基地，第75基地联队，联队长
10. 1999年9月—2003年6月，弗吉尼亚州，兰利空军基地，空军战斗司令部，审计长
11. 2003年6月—2005年8月，俄亥俄州，怀特-帕特森空军基地，空军器材司令部，任务支援主管
12. 2005年8月—2006年8月，俄克拉荷马州，廷克尔空军基地，俄克拉荷马城空军后勤中心，副主任
13. 2006年8月—2007年10月，华盛顿特区，空军部，分管财务的助理部长办公室，担任作战和人事预算主管
14. 2007年10月—2010年3月，分管预算的副助理部长
15. 2010年4月—2012年7月，华盛顿特区，联合参谋部，J8部队结构资源评估主管
16. 2012年7月至今，华盛顿特区，空军副参谋长

## 功奖
| | 国防部杰出服役勋章 |
| | 空军杰出服役勋章   |
| | 国防部优异服役勋章 |
| Bronze oak leaf cluster · Bronze oak leaf cluster · Width-44 crimson ribbon with a pair of width-2 white stripes on the edges                                                                | 功绩勋章3次        |
| Bronze oak leaf cluster · Bronze oak leaf cluster · Bronze oak leaf cluster · Bronze oak leaf cluster · Width-44 crimson ribbon with two width-8 white stripes at distance 4 from the edges. | 军功奖章 5次       |
| | 空军嘉奖           |
| | 空军成就奖章       |
| Bronze oak leaf cluster | 空军表彰勋表 2次   |

## 晋衔表
| 标志 | 军衔 | 日期          |
| ---- | ---- | ------------- |
|      | 上将 | 2012年7月27日 |
|      | 中将 | 2010年4月3日  |
|      | 少将 | 2007年8月9日  |
|      | 准将 | 2004年7月1日  |
|      | 上校 | 1998年1月1日  |
|      | 中校 | 1992年4月1日  |
|      | 少校 | 1988年12月1日 |
|      | 上尉 | 1984年2月14日 |
|      | 中尉 | 1982年2月14日 |
|      | 少尉 | 1980年2月14日 |